# 東京学館浦安高等学校
東京学館浦安高等学校（とうきょうがっかんうらやすこうとうがっこう）は、千葉県浦安市高洲一丁目にある私立学校である。学校法人鎌形学園が運営し、学園本部を本校内に置く。「学館浦安」または「TGU」（＝Tokyo Gakkan Urayasu）と略称される。
1995年4月1日から2020年3月31日までは東京学館浦安中学校（とうきょうがっかんうらやすちゅうがっこう）が併設されていた。

## 特色
従来は、最難関大学を目指すSコース、国公立と有名私立大学を目指すAコース、大学と短大を目指すBコース、国際コース、体育コース、中高一貫の内部進学コース、それぞれを設置したが、2018年度入学生から特別進学コース選抜、特別進学コース、総合進学コース選抜、総合進学コース、国際教養コース、スポーツ進学コース、内部進学コースに改編した。特別進学コース選抜、特別進学コース、総合進学コース選抜、総合進学コースは、それぞれ2年次に文系と理系に分かれる。
課外活動からは、石井一久など多数のスポーツ選手や芸能人を輩出している。
系列他校に東京学館船橋高等学校、東京学館高等学校、東京学館新潟高等学校がある。
2008年9月に浦安高等学校は千葉科学大学と提携した。授業受け入れ、課外活動、施設利用、指導者派遣など相互に交流し、2009年度入学試験から教育提携校選抜入試で特別措置を享受する。

### 特別進学コース選抜
従来のAコース(現在は特別進学コース）より、更に上位の大学への進学を目的としてSコースとして設置された。また、2018年度入学者から、Sコースから特別進学コース選抜へと改編されている。現在では｢特選」や、｢特進選抜」などの略称で呼ばれている。
本コースを設置するにあたり、担当の教員らは設置の1年ほど前から、週に1回程度の会議を行っていた。会議は毎回夜遅くまで行われ、ディズニーランドの花火を見てから帰宅することも多かったという。この会議では、コースの目標から名称の意味、カリキュラムなどの様々な細かい箇所まで話し合いがされた。
そして、2003年度(平成15年)に第1期生が入学した。
設置当初には、平日は他のコースより1時間多い7限目まであり、土曜日も4限目まで授業があった。また、英語、数学、国語の補習や代々木ゼミナールのサテライン授業などがその時間に充てられていた。
さらに、夏季休暇と冬季休暇期間中に、熱海での勉強合宿が行われていたが、現在は規模を縮小し、夏季休暇期中に4日間だけ夏季特別講座が校舎にて行われている。
2024年度体育祭にて、当時2学年の特別進学コース選抜が同コース初となる学年優勝を飾っている。
特徴として、進級時に前学年時の模試の結果や成績を踏まえ特別進学コースとの間でクラス替えが行われる。ただ、入れ替わる人数は少なく、基本的にほぼ同じメンバーで3年間の生活を送ることとなる。

## 沿革

### 略歴
1981年（昭和56年）に開校し、1995年（平成7年）度に中学校を新設して中高一貫校となったが、2021年（令和3年）3月31日に中学校を廃校した。

### 年表
- 1981年4月1日 - 東京学館浦安高等学校を開校し、校長を澤田繁二、教頭を高亀親敬、事務局長を影山恒夫[7]、それぞれが務めた。
- 1995年4月1日 - 東京学館浦安中学校を開校する。
- 2017年4月 - 東京学館浦安中学校の募集を一時停止[8]する。
- 2021年3月31日 - 東京学館浦安中学校を閉校[9]する。

## 部活動・同好会
1995年に男子ゴルフ部が第16回全国高等学校ゴルフ選手権大会で優勝し、サッカー部は平成28年度全国高校サッカー選手権千葉県予選第3位、平成29年度関東高等学校サッカー大会千葉県予選第3位となる。
2024年には、美術部が浦安警察署管内金融機関防犯協議会および浦安警察署の依頼により、電話de詐欺被害防止ポスターを制作した。
以下は2024年現在の一覧。

### 体育系
- 男子バスケットボール部
- 女子バスケットボール部
- 男子バレーボール部
- 女子バレーボール部
- 卓球部
- テニス部
- ソフトボール部
- 男子ハンドボール部
- 女子ハンドボール部
- サッカー部
- 野球部
- ラグビー部
- 陸上競技部
- 柔道部
- 剣道部
- チアダンス部
- カーレット同好会

### 文化系
- 書道部
- 美術部
- 吹奏楽部
- イラスト部
- 演劇部
- インターアクト部
- 写真同好会
- 着付け同好会
- 文芸同好会
- 調理同好会
- クイズ同好会
- 理科学同好会
- 軽音楽同好会

## 傷害事件
2012年6月12日に校内剣道場で剣道部顧問が、1年男子部員の口元を小手をはめた手で2回殴り口内出血の軽傷を負わせる。のちに被害生徒は転校する。
2015年3月31日に男性教諭は傷害罪で在宅起訴されるも、「記憶に無い」と一貫して無罪を主張して被害生徒の証言の信用性が争点となる。
2016年3月23日に千葉地裁は、「被害証言自体に不自然、不合理な点がある。被害生徒の傷を撮影した写真も暴行を認定できるものではない」と判断して高木順子裁判長が無罪判決した。懲役6月を求刑した千葉地検は、「判決内容を精査し、上級庁とも協議の上、適切に対処したい」と広瀬勝重次席検事が述べる。
2016年9月30日に東京高裁は、大島隆明裁判長が「説明は具体的で、暴行をうかがわせる傷の写真も存在する。一審の判断は不合理だ」と一審の千葉地裁判決を破棄して審理を差し戻した。
2018年3月23日に千葉地裁は、藤井俊郎裁判長が「差し戻し前の一審における生徒の証言は信用できる」と暴行を認定して「指導としての許容範囲を逸脱している」が「暴行の様態や傷害自体は軽い」として罰金40万円を判決した。

## 著名な出身者

### スポーツ

#### 野球
- 石井一久
- 山﨑真彰

#### サッカー
- 阿部勇樹
- 中後雅喜
- 山岸智
- 竹田忠嗣
- 太洋一

#### ゴルフ
- 横尾要
- 近藤智弘
- 今野康晴
- 小田孔明
- 小林正則
- 波当根弓彦

#### プロレス
- 森嶋猛
- おばっち飯塚

#### 新体操
- 日高舞

#### バスケットボール
- 﨑原成美

### 芸能等
- 片岡優香（タレント）
- 月の家小圓鏡（落語家）
- 藤崎みなみ（AV女優）

#### グラビアモデル
- 佐田真由美
- 安藤希

### その他
- 佐藤天彦（将棋棋士)

## 教育提携校
- 千葉科学大学